# 231 PO 3701 à 3721
Les 231 PO no 3701 à 3721 sont issues d'une transformation dite « Chapelon 1er type » de la 3566 en 1929 et des 3501 à 3520 en 1932, devenues 231-701 à 231-721 PO-Midi, puis les 4-231 F 701 à 721 de la SNCF.
Ce type de machine sera le modèle utilisé pour construire les fameuses Chapelon Nord de 1934 et serviront également pour transformer d'autres locomotives du PO en 1934, les 231 PO 3722 à 3731
Elles se montraient capable de tracter plus de 650 tonnes à 120 km/h en rampe de 3‰ 

## Caractéristiques
Caractéristiques,
- Chaudière :
  - Boite à feu : Belpaire 15,245 m2
  - Surface de la grille trapézoïdale : 4,33 m2 (4,27 m2 pour le prototype 3566 devenu la 3701)
  - Surface d'échange des tubes = 180,62 m2 (167,2 m2 pour la 3566)
  - Surchauffeur : Houlet 28 éléments 80 m2 (Robinson 32 éléments 72,85 m2 sur la 3566/3701)
    - température de surchauffe de 410 °C

  - Siphon : Nicholson 2,465 m2
  - Échappement : Kylchap double type 1K/1C
  - Pression = 1,6 puis 1,7 MPa
  - Soupapes de sécurité : 2 soupapes Coale puis 3 en 1937
- Moteur : compound type Du Bousquet-De Glehn
  - Cylindres : 2 HP + 2 BP
    - Alésage-course HP = 420 × 650 mm
    - Alésage-course BP = 640 × 650 mm

  - Distribution : Walschaerts
    - Diamètre des soupapes d'admission et d'échappement : 220 mm (240 mm en admission Basse Pression à partir de la 3702)
- Puissance maximum indiquée : 3 000 ch[2] = 2 207 kW
- Puissance à l'attelage du tender : 2 500 ch = 1 840 kW
- Masse en ordre de marche : 101,8 t

## Locomotives préservées
2 locomotives, reproduction par le Nord des 3700 du PO sont préservées
- 231 E 22 en livrée Nord à la Cité du Train de Mulhouse
- 231 E 41 préservée par l'AAATV Saint Pierre des Corps et en cours de restauration